# 和納村
和納村（わのうむら）は、かつて新潟県西蒲原郡にあった村。1960年1月20日に岩室村との合併によって消滅し、現在は新潟市西蒲区の一部となっている。
以下の記述は合併直前当時の旧和納村に関しての記述であり、現在では名称等が異なる場合がある。なお、ここに記述されていない内容に関しては新潟市などの記事を参照。

## 沿革
- 1889年（明治22年）4月1日 - 町村制施行に伴い西蒲原郡上和納村、下和納村、安尻村、高橋村、富岡村、津雲田村が合併し、和納村が発足。
- 1901年（明治34年）11月1日 - 西蒲原郡鴻ノ巣村の一部と合併して、和納村を新設。
- 1960年（昭和35年）
  - 1月20日 - 西蒲原郡岩室村と合併し、岩室村を新設して消滅。
  - 4月1日 - 旧村域の一部が岩室村から分離され、次のとおり隣接自治体に編入。
    - 大字下和納・安尻 → 西蒲原郡巻町に編入
    - 大字本町 → 西蒲原郡吉田町に編入

## 地域
和納村は、合併した村名を継承する以下の大字で構成される。
和納（わのう）

1889年（明治22年）まであった上和納村の区域。現在の新潟市西蒲区和納。
下和納（しもわのう）

1889年（明治22年）まであった下和納村の区域。現在の新潟市西蒲区下和納。
安尻（あじり）

1889年（明治22年）まであった安尻村の区域。現在の新潟市西蒲区安尻。
高橋（たかはし）

1889年（明治22年）まであった高橋村の区域。現在の新潟市西蒲区高橋。
富岡（とみおか）

1889年（明治22年）まであった富岡村の区域。現在の新潟市西蒲区富岡。
津雲田（つくもだ）
1889年（明治22年）まであった津雲田村の区域。現在の新潟市西蒲区津雲田。